# 扎斯塔瓦M12黑矛狙擊步槍
M12遠射程黑矛狙擊步槍（以下簡稱：M12）是一系列由塞爾維亞克拉古耶瓦茨扎斯塔瓦武器公司所研製和生產的現代軍用狙擊步槍（反器材步槍），有兩種不同設計，分別发射12.7×108毫米俄罗斯口徑（.50俄羅斯）和12.7×99毫米北約口徑（.50 BMG）的步枪子彈。
M12黑矛的旋转后拉式枪机設計是以毛瑟式操作系統作為基礎的，這被證明這是一種在數百年多的長期作戰歷史上最準確、最可靠的旋转后拉式枪机系統。

## 設計細節
M12在槍管內膛鍍铬以下仍保有遠距離的高精度，表面開有凹槽以改善冷卻。槍口裝有制退器，有助於減緩後座力。
扳機扣力和位置可以調節；扳機以上還裝有保險機構。槍托是由铝所製成，而且裝有內置式緩衝器，以進一步減輕後座力的影響；底部還裝有第三隻折疊式支架，其可以調節高度，以輔助組裝在槍管以下的兩腳架穩定在射擊位置以上。
它具有兩種口徑，分別是DShK口徑子彈型（12.7×108毫米俄羅斯口徑）和白朗寧口徑子彈型（12.7×99毫米北約口徑（.50 BMG）。在膛室頂部裝有一條皮卡汀尼導軌，用於裝上不同類型的光学瞄準設備。

## 資料來源
1. 1 2 3  Zastava arms.

## 外部連結
- （英文）—Zastava arms. . Zastava arms.   [2019-05-07]. （原始内容存档于2019-10-07）.